# Sehala Thaoura
Sehala Thaoura (în arabă سحالة ثاورة) este o comună din provincia Sidi Bel Abbès, Algeria.
Populația comunei este de 2.338 de locuitori (2008).